# Mina®
Mina® је студијски албум италијанске певачице Мине, објављен 1974. године за издавачке куће PDU. Првобитно је продаван у пару са Baby Gate као двоструки албум.

## Списак пјесама
| №  | Назив                   | Трајање |  |
| 1. | Due o forse tre         | 4:12    |  |
| 2. | Tutto passerà vedrai    | 3:50    |  |
| 3. | Caravel                 | 3:00    |  |
| 4. | Una musica va           | 3:28    |  |
| 5. | L’amore è un’altra cosa | 2:34    |  |
| 6. | Penombra                | 3:53    |  |

| №  | Назив       | Трајање |  |
| 1. | Nuur        | 4:28    |  |
| 2. | Distanze    | 4:39    |  |
| 3. | Mai prima   | 4:00    |  |
| 4. | Solo lui    | 4:26    |  |
| 5. | Trasparenze | 3:46    |  |

## Верзије на другим језицима
- Due o forse tre:
  - Dos o acaso tres (на шпанском)
  - Deux peut-être trois (на француском)

- Deux peut-être trois:
  - Todo pasará, verás (на шпанском)

- Caravel:
  - La chiromancienne (на француском)

- Nuur:
  - Nuur (на шпанском)
  - Lumière (на француском)

- Distanze:
  - Distancias (на шпанском)
  - Ensemble (на француском)

- Solo lui:
  - Rien que vous (на француском)

## Позиције на листама
| Листа (1975)              | Највиша позиција |
| ------------------------- | ---------------- |
| Италија (Musica e dischi) | 1                |